# جیش ابابیل
جیش ابابیل یک گروه شورشی فعال در جنگ داخلی سوریه است. این گروه در ۱۴ فوریه ۲۰۱۴ به جبهه جنوب پیوست. این گروه در دمشق فعال است.

## لینک های خارجی
- جیش ابابیل در توییتر (عربی)